# Мавзолей трёх лидеров
Мавзолей трёх лидеров (бенг. তিন নেতার মাজার) — мавзолей, расположенный в столице Бангладеш — Дакке. В мавзолее располагаются могилы трёх видных лидеров Пакистанского движения из Бенгалии: Абул Касем Фазлул Хак (1873—1962), Хусейна Шахида Сухраварди (1892—1963) и Хаваджи Назимуддина (1894—1964). Все трое были премьер-министрами Бенгалии в Британской Индии, а после обретения независимости двое из них также занимали должность премьер-министра Пакистана.
Памятник был спроектирован архитектором Масудом Ахмадом (бывшим главным архитектором правительства Бангладеш) и установлен в 1963 году в Восточном Пакистане. Стиль архитектуры мавзолея является интерпретацией исламских арок.

## История
Абул Касем Фазлул Хак, Хусейн Шахид Сухравардии и Хаваджа Назимуддин умерли в разное время, но все они были похоронены в одном мавзолее, поскольку внесли значительный вклад для Восточного Пакистана и активно участвовали в политической жизни.
Абул Касем Фазлул Хак был известным политиком, прославившимся своими лидерскими качествами и активным участием в борьбе за статус бенгальского языка. В 1940 году поддержал принятие Лахорской резолюции. Фазлул Хак вместе с Хусейном Шахидом Сухраварди участвовали во многих политических акциях, таких как: формирование Объединённого фронта на выборах 1954 года, на которых они одержали победу, получив наибольшее количество мест. Хусейн Сухраварди и Фазлул Хак активно участвовали в работе правительства Восточного Пакистана. Однако ходили слухи, что между Хусейном Сухраварди и Фазлулом Хаком было соперничество, которое заставило Фазлула Хака уйти из политики. Хусейн Сухраварди был известен как основатель партии Авами лиг. Он внес значительный вклад в экономический рост и развитие Восточного Пакистана, а также стал премьер-министром Пакистана в 1956 году, но ушёл в отставку с должности в 1957 году.
С 1948 по 1951 год Хаваджа Назимуддин являлся вторым генерал-губернатором Пакистана, а также вторым премьер-министром Пакистана с 1951 по 1953 год. Хусейн Сухраварди был министром труда, а также министром гражданского снабжения Пакистана при Хавадже Назимуддине.
Даже несмотря на все эти достижения, ходили слухи, что эти три политических лидера конкурировали во власти друг с другом. Однако, несмотря на соперничество, все трое политических лидеров были похоронены под одной крышей мавзолея.

## Местоположение
Мавзолей трех лидеров находится в Сухраварди-Удяне в тхане Шахбаге, недалеко от Даккского университета. Мавзолей представляет собой гиперболическую параболоидную конструкцию, возведенной над могилами трёх политических лидеров.